# Дом на продажу (фильм)
«Дом на продажу» (англ. The Open House) — триллер режиссёра Мэтта Энджела. Премьера в мире состоялась 19 января 2018.

## Сюжет
После смерти мужа Наоми с сыном-подростком Логаном остаются без средств к существованию, и сестра женщины предлагает им пожить в своем огромном особняке посреди леса. Дом выставлен на продажу, поэтому новые жильцы должны периодически оставлять ключи и дом риэлторам на целый день. Скорбя о потере, мать с сыном стараются не обращать внимание на некоторые странности жилища, что вскоре может выйти им боком.

## В ролях
| Актёр          | Роль          |
| -------------- | ------------- |
| Дилан Миннетт  | Логан Уоллес  |
| Пирси Далтон   | Наоми Уоллес  |
| Шариф Аткинс   | Крис          |
| Патрисия Бетун | Марта         |
| Аарон Абрамс   | Брайан Уоллес |
| Эдвард Олсон   | злоумышленник |